# اختراع أرض إسرائيل
اختراع أرض إسرائيل هو كتاب صدر باللغة العبرية أولاً ، ثم بالإنجليزية عام 2012 عن دار فيرسو للنشر Verso Books في لندن  ثم بالعربية عام 2013 عن المركز الفلسطيني للدراسات الإسرائيلية مدار في رام الله ، يتحدث فيه البروفيسور الإسرائيلي وأستاذ التاريخ المعاصر في جامعة تل أبيب شلومو ساند (بالإنجليزية: Shlomo Sand)‏ عن أسطورة اختراع أرض إسرائيل (بالإنجليزية: The Invention of The Land of Israel)‏ ويعد هذا الكتاب الثاني ضمن ثلاثية ساند اختراع الشعب اليهودي وكيف لم أعد يهودياً؟ 
يقع في 304 صفحات، ويتكون من خمسة فصول وهي بناء الأوطان ضرورة بيولوجية أم ملكية وطنية، الأساطير في البدء، وعد الله بالأرض، نحو صهيونية مسيحية ووعد بلفور بالأرض، الصهيونية في مواجهة اليهودية غزو الفضاء العرقي، الخاتمة قصة الضفدع والعقرب الحزينة. نُشر الكتاب باللغة الفرنسية عام 2012وتُرجم للغة العربية من قبل أنطوان شلحت وأسعد زغبي، وقام بتصميم الغلاف حسني رضوان وهو لوحة أرض محروقة للفنانة فردا ساند.
يوضح الكتاب الأساطير التي اختلقتها وزعمتها الصهيونية عن أرض إسرائيل، ويعد النظر في التاريخ الصهيوني وأكاذيب الحركة الصهيونية، ويُحلل ساند مفهوم الحق التاريخي ويتتبع اختراع المفهوم الجيوسياسي الحديث "أرض إسرائيل" من قِبل البروتستانت الإنجيليين والصهاينة اليهود في القرن التاسع عشر، لتبرير المشروع الصهيوني على أرض فلسطين.

## نبذة عن الكاتب
البروفيسور شلومو ساند هو أستاذ التاريخ المعاصر في جامعة تل أبيب، تركزت أبحاثه التاريخية حول القومية، والتاريخ الثقافي. ولد ساند في النمسا عام 1946 لأبوين يهوديين نجوا من الهولوكوست. هاجر مع والديه إلى فلسطين عام 1948، تخرج من جامعة تل أبيب، ثم أكمل دراسة الماجستير والدكتوراه في فرنسا.

## الإهداء
يهدي شلومو ساند كتابه إلى ذكرى سكان قرية الشيخ مؤنس، الذين تم اعتقالهم في الماضي البعيد من المكان الذي يعيش ويعمل فيه الكاتب في الحاضر القريب.

## نبذة عن الكتاب
- تنبع أهمية هذا الكتاب من كونه يشكل انقلاباً على الأساطير التي اختلقتها الصهيونية [4] حول أرض إسرائيل بوصفها الحق التاريخي التي وعدهم بها الرب، وبذلك يمكن القول إن ساند وبالأدلة المستقاة من التناخ يعيد النظر في عدد كبير من أكاذيب الحركة الصهيونية المتعلقة باختراع أرض إسرائيل وبناء الأساطير حولها عبر إخضاع هذه المسلمات إلى المحاكمة التاريخية الصارمة.[10]
- إن تفكيك مبدأ الحق التاريخي والروايات القومية المرافقة له التي كانت تهدف إلى منح الشرعية الأخلاقية للاستيلاء على الحيز الجغرافي كان من أهم أهداف هذا الكتاب بما يشكل خطوة نقدية تتعلق بتاريخ الصهيونية التي حاولت إعادة إحياء اليهودية المنهكة في نفوس اليهود حول العالم.[11]
- ينطلق هذا الكتاب من أن الحركة الصهيونية قد اختلقت المصطلح الديني «أرض إسرائيل» وحولته إلى مصطلح سياسي لا تعرف إلى الآن ما هي حدوده، ولا ما هي تطلعاته المستقبلية. ويسهب ساند في هذا الكتاب في شرح ظهور مصطلح أرض إسرائيل عبر التاريخ، وبدايات تغلغله في أوساط اليهود، مروراً باستغلاله من قبل الحركة الصهيونية، وانتهاءً بتحوله إلى مصطلح جيوسياسي يعبر عن مساحة معينة من الأرض تعترف بها الأمم المتحدة.[12]
- وكيهودي يشرح ساند عبر التعمق في الأدبيات اليهودية كل ما يتعلق بنشوء هذا المصطلح مبتدئاً بالقول إن أرض فلسطين كانت تسمى «أرض كنعان»، لكن الاسم تغير لاحقاً إلى أرض يهودا قبل خراب الهيكل الثاني. أما المصطلح الذي اختلقته الصهيونية فقد ظهر في الميشناه لكنه لم يكن مطابقاً للبلاد التي منحها الإله لإبراهيم. في الوقت ذاته استخدم التناخ الاسم الفرعوني للمنطقة وهو أرض كنعان.[10]
- أما مصطلح أرض إسرائيل فقد ظهر في الأدبيات اليهودية بعد أن غيرت الرومانية اسم المكان من يهودا إلى بلسطينا (أو سورية بلسطينا) وذلك عقب التمرد اليهودي على الرومان عام 132 ميلادية. ويوضح ساند أنه هذا المصطلح ظل إلى وقت بعيد مصطلحاً دينياً يعبر عن قداسة هذا المكان في عقيدة اليهودي [13]، لكن اليهود لم يسعوا في ذلك الوقت إلى الهجرة إليه أو السكن بالقرب منه، بل على العكس من ذلك يبين ساند أن اليهود تمسكوا بالمنفى مكتفين بالتوق إلى الأرض المقدسة، وبذلك أسست الديانة اليهودية هوية مؤمنيها على أساس الوعي الذاتي بكونهم شعب مختار لا يرتبط بأي قطعة أرض محددة.[14]
- ويتابع البروفيسور ساند تشكل مفهوم القومية الذي ظهر في أوروبا وكان أحد أسباب ظهور الصهيونية التي عملت على خلق الشعور بالقومية اليهودية، واستملاك أرض بهدف وهبها لهذه القومية [15]، وبما أن هذه الأرض لم تكن واضحة المعالم فقد اختلفت الروايات الصهيونية على تخيل حدودها الإقليمية، فقد امتدت بعضها لتصل إلى مساحات شاسعة من الضفة الشرقية لنهر الأردن (المملكة الأردنية حالياً)، وإلى صيدا في لبنان وإلى مناطق في جنوب الجولان السوري وشبه جزيرة سيناء المصرية. وقد أطلقت الصهيونية اسم أرض إسرائيل على كل تلك المناطق التي شملتها خرائطهم وآمالهم ولم تكتفِ بالحدود التي سيطرت عليها بعد العام 1948.[16]

في نهاية الكتاب يستعرض المؤلف تاريخ قرية الشيخ مونس التي أصبحت أثراً بعد عين، بعد أن قامت على أراضيها تل أبيب، التي سعت بدورها إلى طمس كل ما يتعلق بها من آثار وحقول حمضيات.